# Hinterbrühl
Hinterbrühl ist eine Marktgemeinde mit 3895 Einwohnern (Stand 1. Jänner 2025) im niederösterreichischen Bezirk Mödling, etwa 17 km südwestlich von Wien.

## Geografie

### Gemeindegliederung
Das Gemeindegebiet umfasst vier Ortschaften (in Klammern Einwohnerzahl Stand 1. Jänner 2025):
- Hinterbrühl (3328)
- Sparbach (253)
- Wassergspreng (22)
- Weissenbach bei Mödling (292)

Die Gemeinde besteht aus den Katastralgemeinden Hinterbrühl, Sparbach und Weißenbach bei Mödling.
| Katastralgemeinden                                                           | Ortschaften in der Gemeinde                                                                      |
| ---------------------------------------------------------------------------- | ------------------------------------------------------------------------------------------------ |
| Hinterbrühl (5,44 km²) Sparbach (6,34 km²) Weißenbach bei Mödling (5,16 km²) | Hinterbrühl (M) SOS Kinderdorf (Sdlg) Sparbach (D) Wassergspreng (R) Weissenbach bei Mödling (D) |
| Legende                                                                      |                                                                                                  |

| In der Spalte Katastralgemeinden sind sämtliche Katastralgemeinden einer Gemeinde angeführt. In der Klammer ist die jeweilige Fläche in km² angegeben. |
| In der Spalte Ortschaften sind sämtliche von der Statistik Austria erfassten Siedlungen, die auch eine eigene Ortschaftskennziffer aufweisen, angeführt. In der Hierarchieebene derselben Spalte, rechts eingerückt, werden nur Ansiedlungen, die mindestens aus mehreren Häusern bestehen, dargestellt. Die wichtigsten der verwendeten Abkürzungen sind: - M = Hauptort der Gemeinde - Stt = Stadtteil - R = Rotte - W = Weiler - D = Dorf - ZH = Zerstreute Häuser - Sdlg = Siedlung - Hgr = Häusergruppe - E = Einzelgehöft (nur wenn sie eine eigene Ortschaftskennziffer haben) Die komplette Liste der Statistik Austria ist in: Topographische Siedlungskennzeichnung nach STAT Zu beachten ist, dass manche Orte unterschiedliche Schreibweisen haben können. So können sich Katastralgemeinden anders schreiben als gleichnamige Ortschaften bzw. Gemeinden. Quelle: Statistik Austria – Liste für Niederösterreich (PDF) |

### Angrenzende Gemeinden
| Kaltenleutgeben | Gießhübl, Perchtoldsdorf                    | Maria Enzersdorf |
| Wienerwald      | Kompassrose, die auf Nachbargemeinden zeigt | Mödling          |
|                 | Gaaden                                      |                  |

Durch einen Gebietsabtausch zwischen Perchtoldsdorf und Kaltenleutgeben in der Größenordnung von 58 ha entstand im Jahr 2012 eine neue Nachbarschaft. So grenzt nun auch Perchtoldsdorf auf einer Länge von etwa 300 Metern an Weissenbach an, während Gießhübl die gemeinsame Grenze mit Kaltenleutgeben verlor.

### Klima
|                       | Jan | Feb | Mär | Apr | Mai | Jun | Jul | Aug | Sep | Okt | Nov | Dez |   |      |
| Mittl. Tagesmax. (°C) | 1   | 3   | 7   | 15  | 19  | 24  | 25  | 23  | 20  | 14  | 7   | 3   | ⌀ | 13,5 |
| Mittl. Tagesmin. (°C) | −4  | −3  | 1   | 6   | 8   | 14  | 15  | 15  | 11  | 7   | 3   | −1  | ⌀ | 6    |
|                       |     |     |     |     |     |     |     |     |     |     |     |     |   |      |
| Sonnenstunden (h/d)   | 2   | 3   | 5   | 6   | 8   | 8   | 9   | 8   | 7   | 4   | 3   | 1   | ⌀ | 5,3  |
|                       |     |     |     |     |     |     |     |     |     |     |     |     |   |      |
| Regentage (d)         | 15  | 14  | 13  | 13  | 13  | 14  | 13  | 13  | 10  | 13  | 14  | 15  | Σ | 160  |

| −4 |

| −3 |

| 1 |

| 6 |

| 8 |

| 14 |

| 15 |

| 15 |

| 11 |

| 7 |

| 3 |

| −1 |

| −4 |

| −3 |

| 1 |

| 6 |

| 8 |

| 14 |

| 15 |

| 15 |

| 11 |

| 7 |

| 3 |

| −1 |

## Geschichte

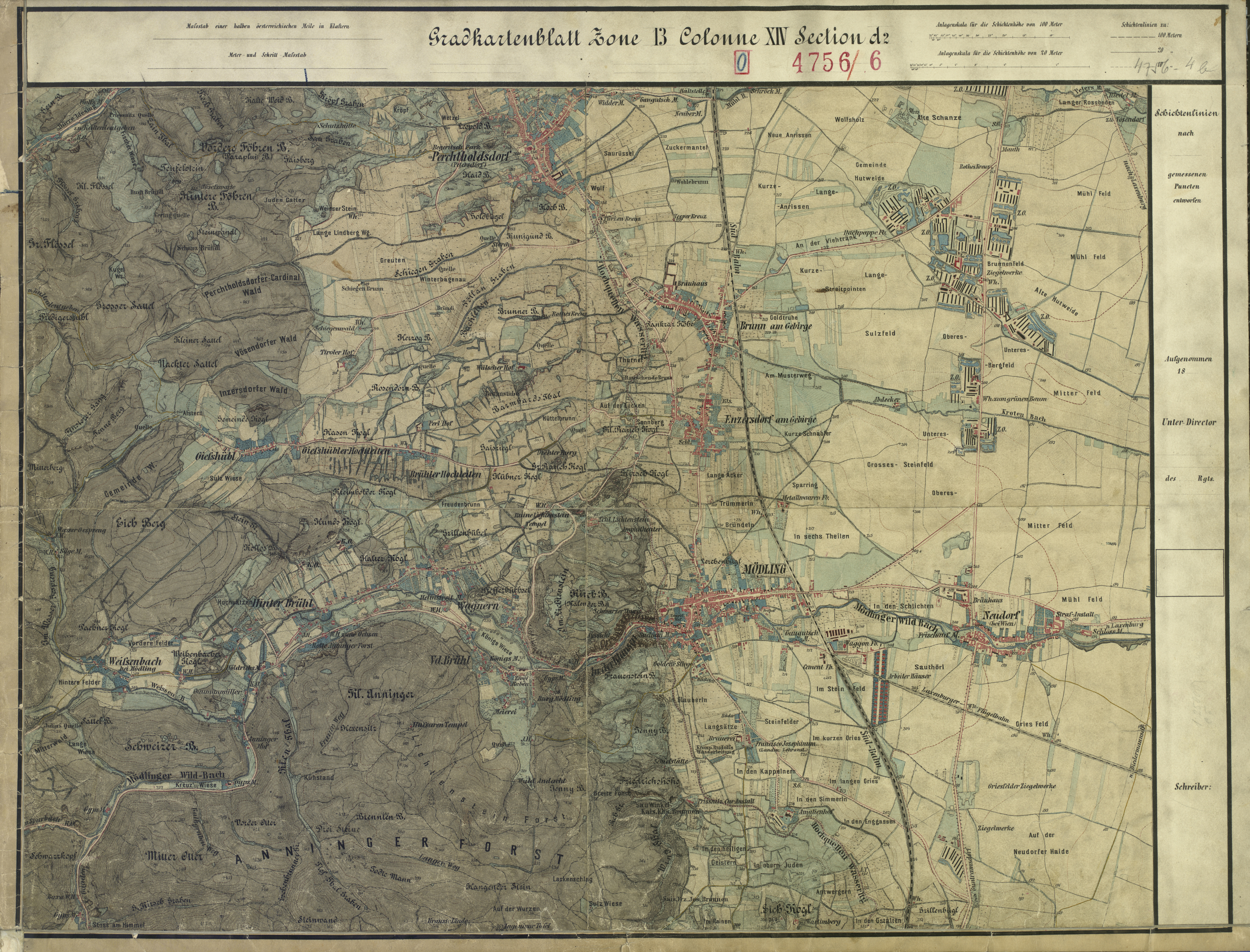
Die damalige „Hinter Brühl“, die „Vorder Brühl“ und deren Umgebung um 1872 (Aufnahmeblatt der Landesaufnahme)

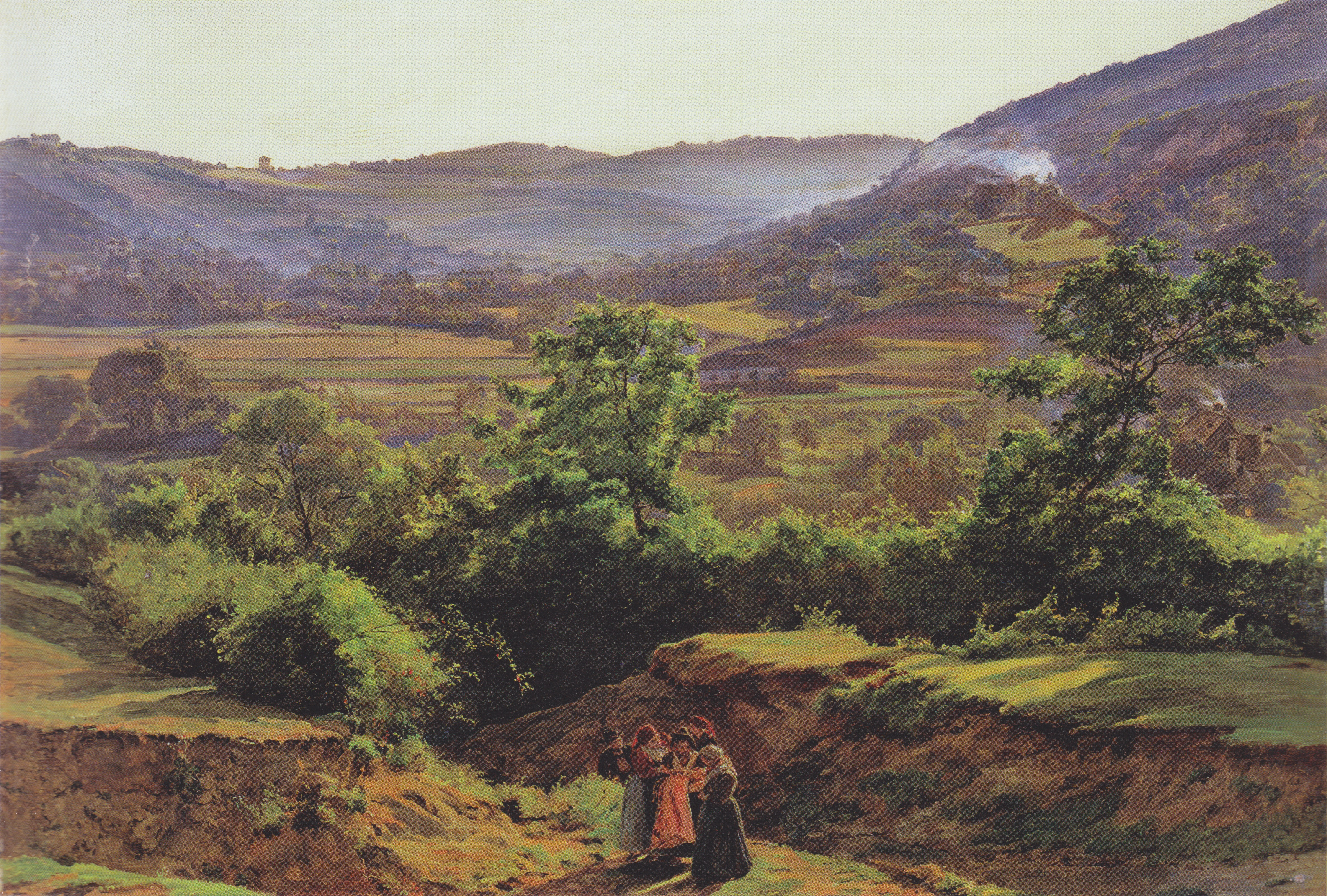
Die noch kaum bebaute Hinterbrühl von Westen, Waldmüller, 1859 (annotiert)

Bereits vor 6000 Jahren war das Gebiet, wie Funde am Kalenderberg und in Wassergspreng beweisen, besiedelt. Um 1182 wird das erste Mal ein Hinterbrühler mit dem Namen Gerungus de průle erwähnt. Der Name steht zu brüel „Wiese, Wald“ oder „Feuchtgebiet“.
Wie auch die übrige Umgebung litt die Hinterbrühl unter den beiden Türkenbelagerungen 1529 und 1683. Da ein Großteil der Bevölkerung getötet oder verschleppt wurde, wurde der Ort mit Siedlern aus der Steiermark besiedelt.
Unter dem Einfluss von Fürst Johann I. von und zu Liechtenstein erfolgte die Ausgestaltung der ganzen Gegend zu einem romantischen Naturpark mit vielen künstlichen Ruinen von Mödling bis Sparbach.
In der Biedermeierzeit bis zum ersten Viertel des 20. Jahrhunderts war Hinterbrühl ein beliebter Aufenthaltsort von Künstlern wie Franz Schubert, Ludwig van Beethoven, Ferdinand Raimund, Johann Nestroy, Ferdinand Georg Waldmüller oder Alois Arnegger und erlebte einen steten Aufschwung zur populären Sommerfrische.
Im Sommer 1850 fanden in der Hinterbrühl erstmals Gemeinderatswahlen statt.
1874 erließ der Bürgermeister Josef Bersch eine Aufforderung, in der Hinterbrühl eine Freiwillige Feuerwehr zu bilden. Am 8. September wurde im Garten des Gasthauses „Zur Weintraube“ deren Gründung vollzogen. An die Spitze der Mannschaft stellte sich als Hauptmann Louis Edler von Motoyer. Im Jahre 1877 wurde die neue Remise erbaut und am 2. März 1878 der Feuerwehr übergeben.
Im Jahr 1883 wurde von Mödling aus die Lokalbahn Mödling–Hinterbrühl als erste österreichische elektrische Lokal- und Straßenbahn zunächst bis Vorderbrühl eröffnet und 1885 bis Hinterbrühl verlängert. Der Betrieb wurde am 31. März 1932 eingestellt. Erhalten blieb nur der Bahnplatz, wo sich die Endstation befand, sowie teilweise der Bahndamm entlang des Mödlingbaches in der Parkstraße.
Nach dem Anschluss Österreichs im Jahr 1938 wurde der Ort in Groß-Wien zum 24. Bezirk eingemeindet. Erst im Jahr 1954 wurde der Ort wieder eigenständig und fiel an Niederösterreich zurück.
Am 4. August 1943 wurde in der Hinterbrühl ein Außenlager des KZ Mauthausen errichtet, in dem politische Gefangene aus ganz Europa in der Seegrotte im Auftrag der Heinkelwerke unter Tage Kriegsflugzeuge für die Wehrmacht in Zwangsarbeit fertigen mussten. In den letzten Kriegstagen 1945 löste die NS-Führung das Außenlager auf. 1884 Männer wurden auf einen tagelangen Todesmarsch nach Mauthausen geschickt, den 204 Gefangene nicht überlebten. 51 Häftlinge wurden bereits vor dem Abmarsch mit Benzininjektionen getötet bzw. von SS-Angehörigen erwürgt und in ein Massengrab geworfen.

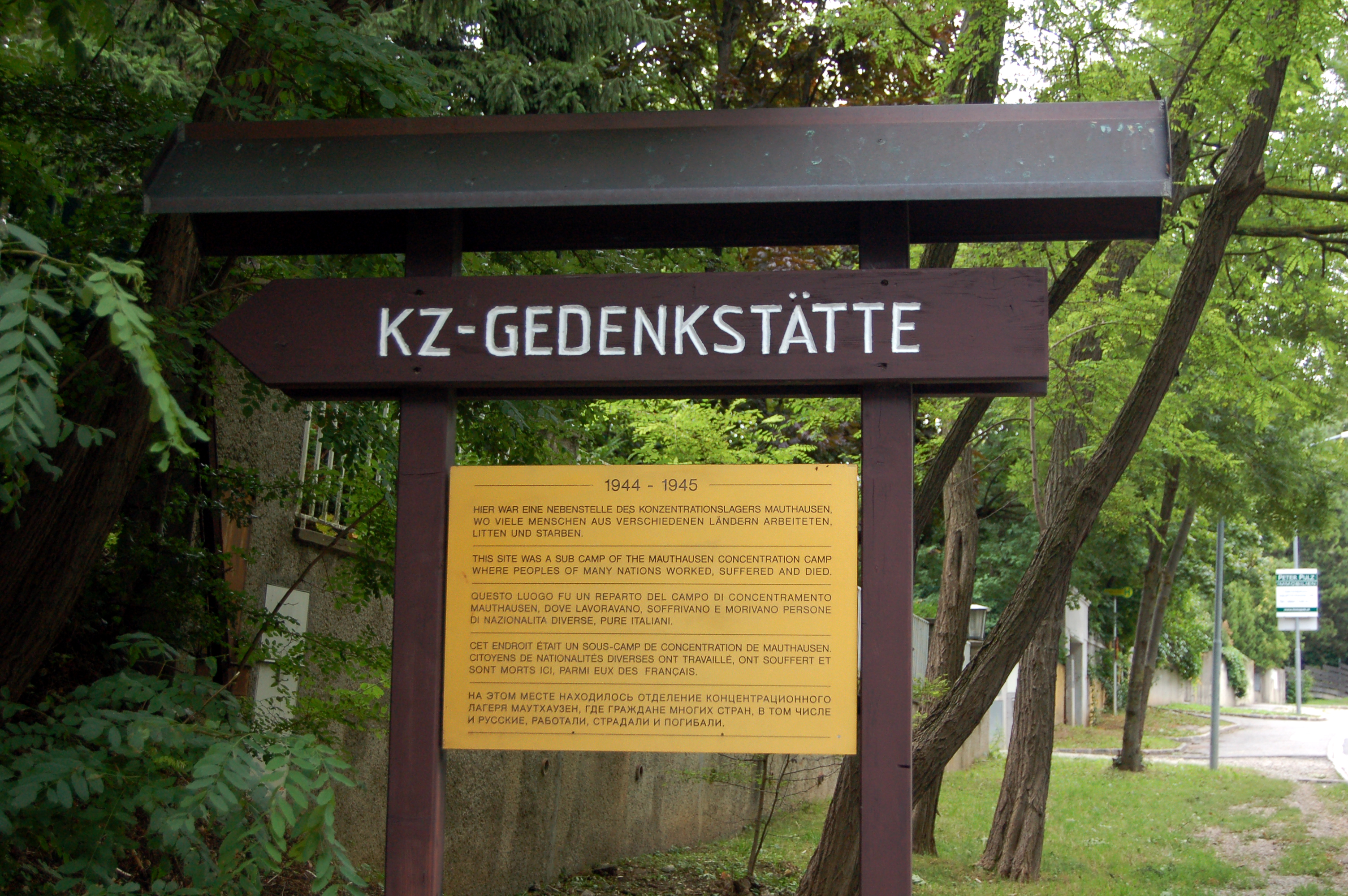
Öffentliches Schild an der Stelle des KZ-Außenlagers (1943–1945) vom KZ Mauthausen der Zwangsarbeiter für die Seegrotte (Johannesstraße 16a).

Am Platz des KZ oberhalb der Seegrotte – an dem Ort, an dem sich vormals das Massengrab der 51 getöteten Zwangsarbeiter befand – wurde aus Spenden eine 1000 m² große Gedenkstätte eingerichtet und am 1. November 1989 eingeweiht. Sie wurde mehrfach (Juli 2000, Jänner 2004 und 2007) beschädigt, aber aus Mitteln der Gemeinde wiederhergestellt. In ihr wurde 2019 die Asche von Marcello Martini beerdigt, eines der Gefangenen und Überlebenden des Todesmarsches, der seinen Willen zur Versöhnung bei mehreren späteren Besuchen Hinterbrühls bestätigte und der nach seinem Tod am 14. August 2019 posthum am 29. September 2020 zum Ehrenbürger der Gemeinde Hinterbrühl ernannt wurde.
Im Jahr 2007 wurden zwei Stolpersteine für Karl von Motesiczky (vor dem früheren Wohnhaus im heutigen SOS-Kinderdorf) und Eduard Göth verlegt, die im Widerstand gegen das NS-Regime ihr Leben verloren haben.

### Bevölkerungsentwicklung
| Hinterbrühl: Einwohnerzahlen von 1869 bis 2025      | Hinterbrühl: Einwohnerzahlen von 1869 bis 2025 | Hinterbrühl: Einwohnerzahlen von 1869 bis 2025 | Hinterbrühl: Einwohnerzahlen von 1869 bis 2025 | Hinterbrühl: Einwohnerzahlen von 1869 bis 2025 |
| --------------------------------------------------- | ---------------------------------------------- | ---------------------------------------------- | ---------------------------------------------- | ---------------------------------------------- |
| Jahr                                                |                                                |                                                |                                                | Einwohner                                      |
| 1869                                                | 1869                                           |                                                | 1.231                                          | 1.231                                          |
| 1880                                                | 1880                                           |                                                | 1.417                                          | 1.417                                          |
| 1890                                                | 1890                                           |                                                | 1.708                                          | 1.708                                          |
| 1900                                                | 1900                                           |                                                | 2.055                                          | 2.055                                          |
| 1910                                                | 1910                                           |                                                | 2.408                                          | 2.408                                          |
| 1923                                                | 1923                                           |                                                | 2.294                                          | 2.294                                          |
| 1934                                                | 1934                                           |                                                | 2.462                                          | 2.462                                          |
| 1939                                                | 1939                                           |                                                | 3.283                                          | 3.283                                          |
| 1951                                                | 1951                                           |                                                | 3.228                                          | 3.228                                          |
| 1961                                                | 1961                                           |                                                | 3.230                                          | 3.230                                          |
| 1971                                                | 1971                                           |                                                | 3.677                                          | 3.677                                          |
| 1981                                                | 1981                                           |                                                | 3.989                                          | 3.989                                          |
| 1991                                                | 1991                                           |                                                | 4.150                                          | 4.150                                          |
| 2001                                                | 2001                                           |                                                | 4.020                                          | 4.020                                          |
| 2011                                                | 2011                                           |                                                | 4.040                                          | 4.040                                          |
| 2021                                                | 2021                                           |                                                | 3.914                                          | 3.914                                          |
| 2025                                                | 2025                                           |                                                | 3.895                                          | 3.895                                          |
| Quelle(n): Statistik Austria, Gebietsstand 1.1.2021 |                                                |                                                |                                                |                                                |

### Eingemeindungen
Im Jahr 1971 wurden im Zuge der niederösterreichischen Gemeindereform die damals selbständigen, aber wesentlich kleineren Gemeinden Weissenbach mit der Rotte Wassergspreng sowie Sparbach eingemeindet.

### Wappen
„In einem von Gold über Rot geteilten Schild im unteren Feld ein silberner auf schwarzen Hölzern stehender und von roten Flammen umzüngelter Kessel, aus dem in das obere Feld hineinragend eine jugendliche männliche nackte und weißgeschürzte Gestalt mit gekreuzten Armen und Nimbus wächst, begleitet von den schwarzen Buchstaben S und V“

Bei dieser Gestalt handelt es sich um den Lokalpatron St. Vitus, der bereits um 1735 gemeinsam mit der Heiligen Margareta Schutzpatron der ehemaligen Hinterbrühler Kirche war. Die Gemein Hindtern Priell führte bereits 1703 den Heiligen Vitus im Siegel und besteht auch im heutigen Gemeindesiegel.

## Politik

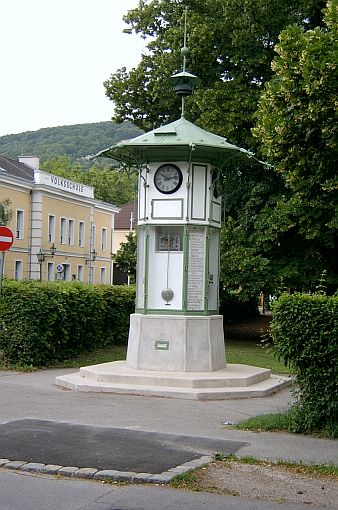
Alte Wetterstation beim Beethovenpark

Gemeinderat nach der Gemeinderatswahl 2025:
- 9 ÖVP-Aktionsgemeinschaft,
- 4 Unabhängige Bürgerliste,
- 4 Die Grünen,
- 2 NEOS,
- 2 FPÖ und
- 2 SPÖ.

Bürgermeister:
- 2000–2014: Benno Moldan (ÖVP)[11]
- seit 2014 Erich Moser (ÖVP)[12]

## Kultur und Sehenswürdigkeiten
- Pfarrkirche Hinterbrühl

- Seegrotte Hinterbrühl: Im Jahre 1912 strömten nach einer Sprengung im damaligen Gipsbergwerk Hinterbrühl mehr als 20 Millionen Liter Wasser mit ungeheurer Wucht in die Gänge und Stollen. Durch diesen Einbruch bildete sich der größte unterirdische See Europas mit einer Fläche von 6200 m². Bis zu der Entdeckung dieses Naturspektakels durch internationale Höhlenforscher in den 1930er Jahren blieb das Bergwerk geschlossen. Es wurde beschlossen, ein Schaubergwerk einzurichten. Während des Zweiten Weltkrieges beschlagnahmte das NS-Regime die Seegrotte zur Einrichtung eines Rüstungsbetriebes. Im Schaubergwerk der Seegrotte starben 2004 fünf Menschen, nachdem ein umgebauter Katamaran mit einer deutschen Reisegruppe an Bord gekentert war.
- Römerwand: künstliche Ruine auf dem Halterkogel; erbaut 1826 unter dem Einfluss von  Fürst Johann I. von und zu Liechtenstein unter dem Baumeister Josef Kornhäusl.

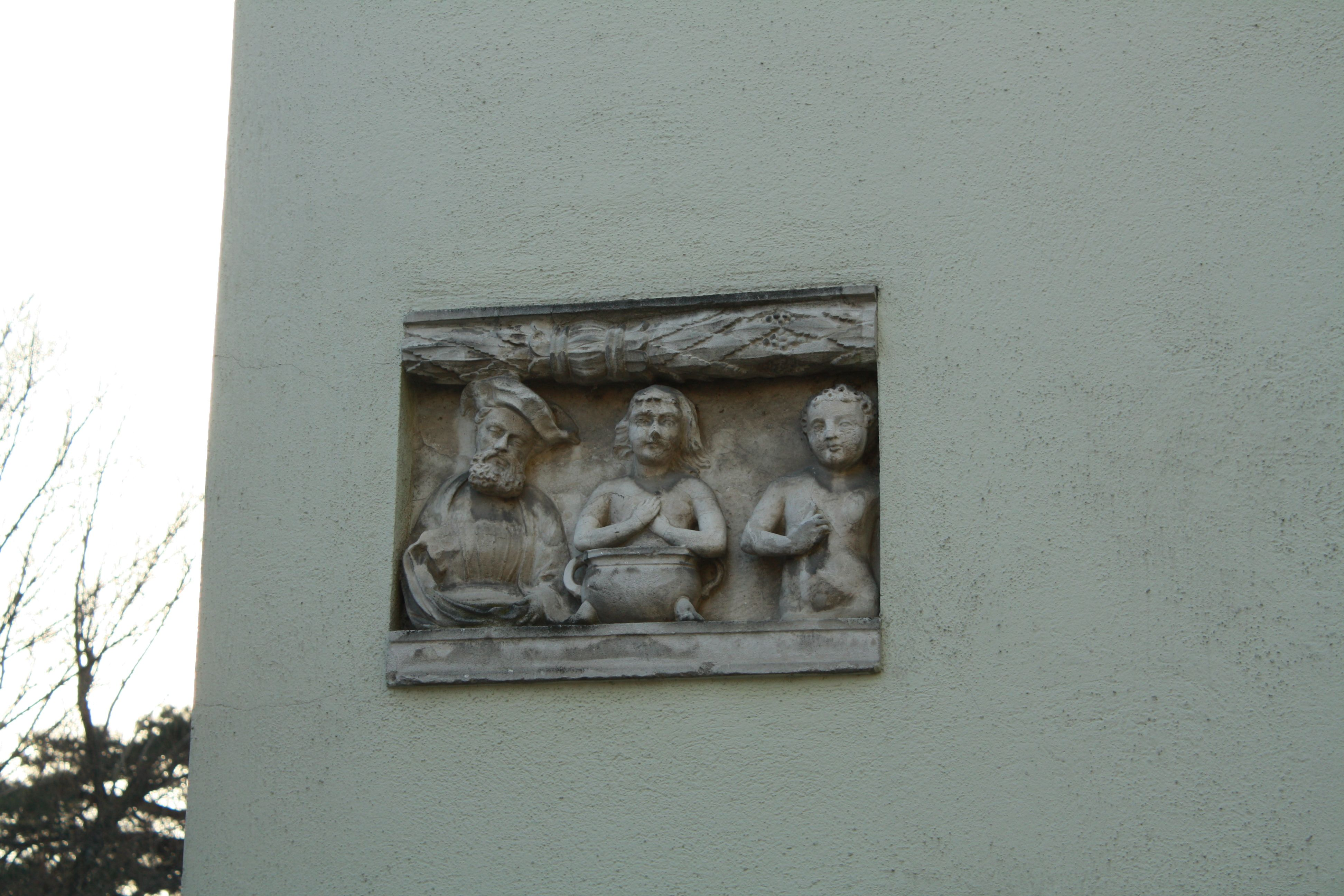
Heiliger Vitus an der Musikschule

- Vitus-Relief: Das älteste öffentliche Kunstwerk ist ein Vitus-Relief an der Außenseite der Musikschule. Es stammt laut Dehio aus der Mitte des 16. Jahrhunderts. Vor dem jetzigen Standort befand es sich in der ehemaligen Villa Todesco auf dem Sportplatz des SOS-Kinderdorfs, in der Henriette Motesiczky, die Mutter von Marie-Louise und Karl Motesiczky, lebte.[9]
- Höldrichsmühle: Dass der Maler Ferdinand Georg Waldmüller die Höldrichsmühle für drei seiner Gemälde die Höldrichsmühle als Kulisse gewählt hatte, trug dazu bei, dass 1965 die Waldmüller gewidmete Niederösterreichische Landesausstellung in der Höldrichsmühle stattfand.

Ausflugsziele in der Nähe sind der Naturpark Sparbach oder der Husarentempel. Auch die Burg Liechtenstein ist ganz in der Nähe.

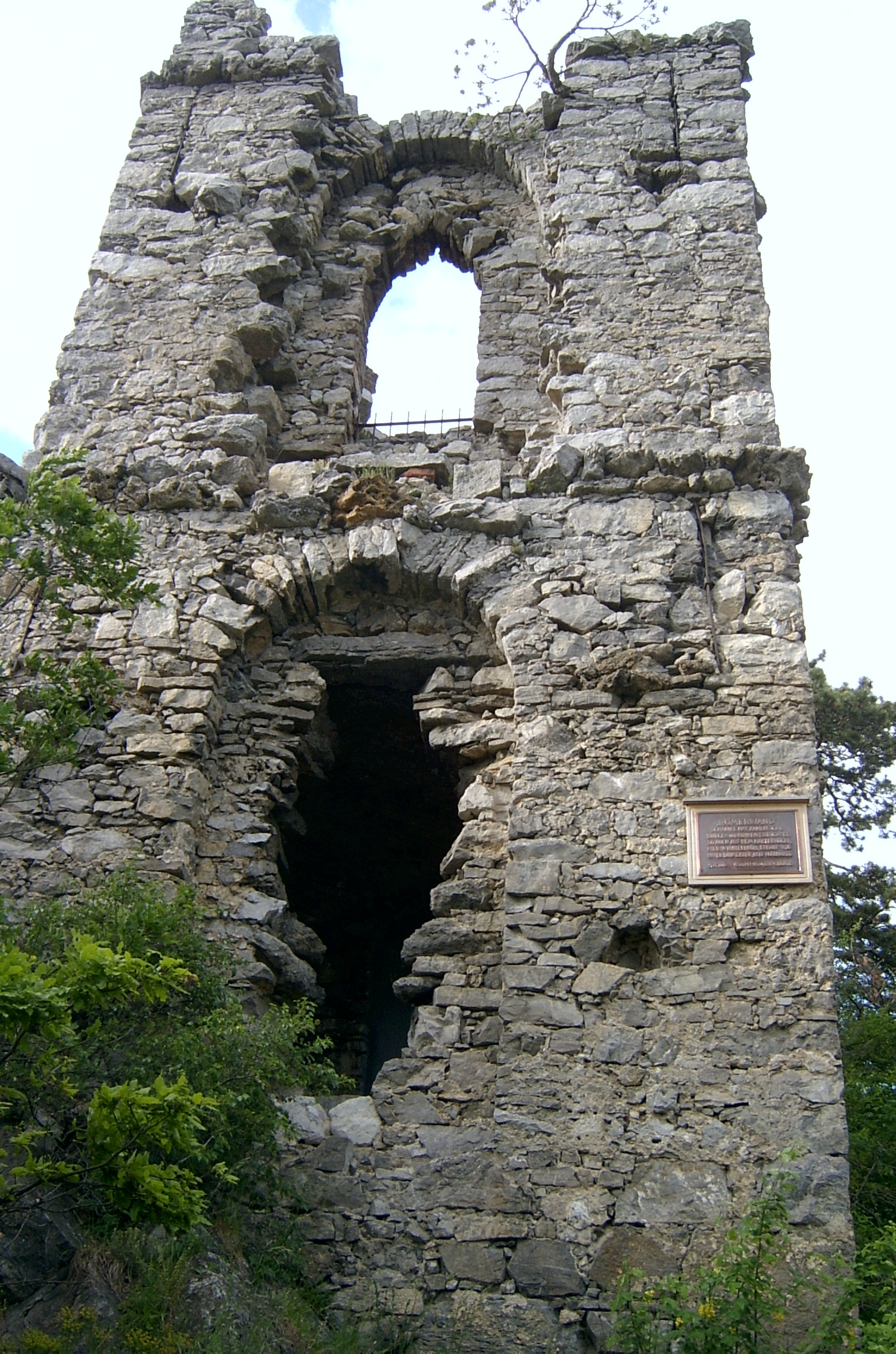
Römerwand
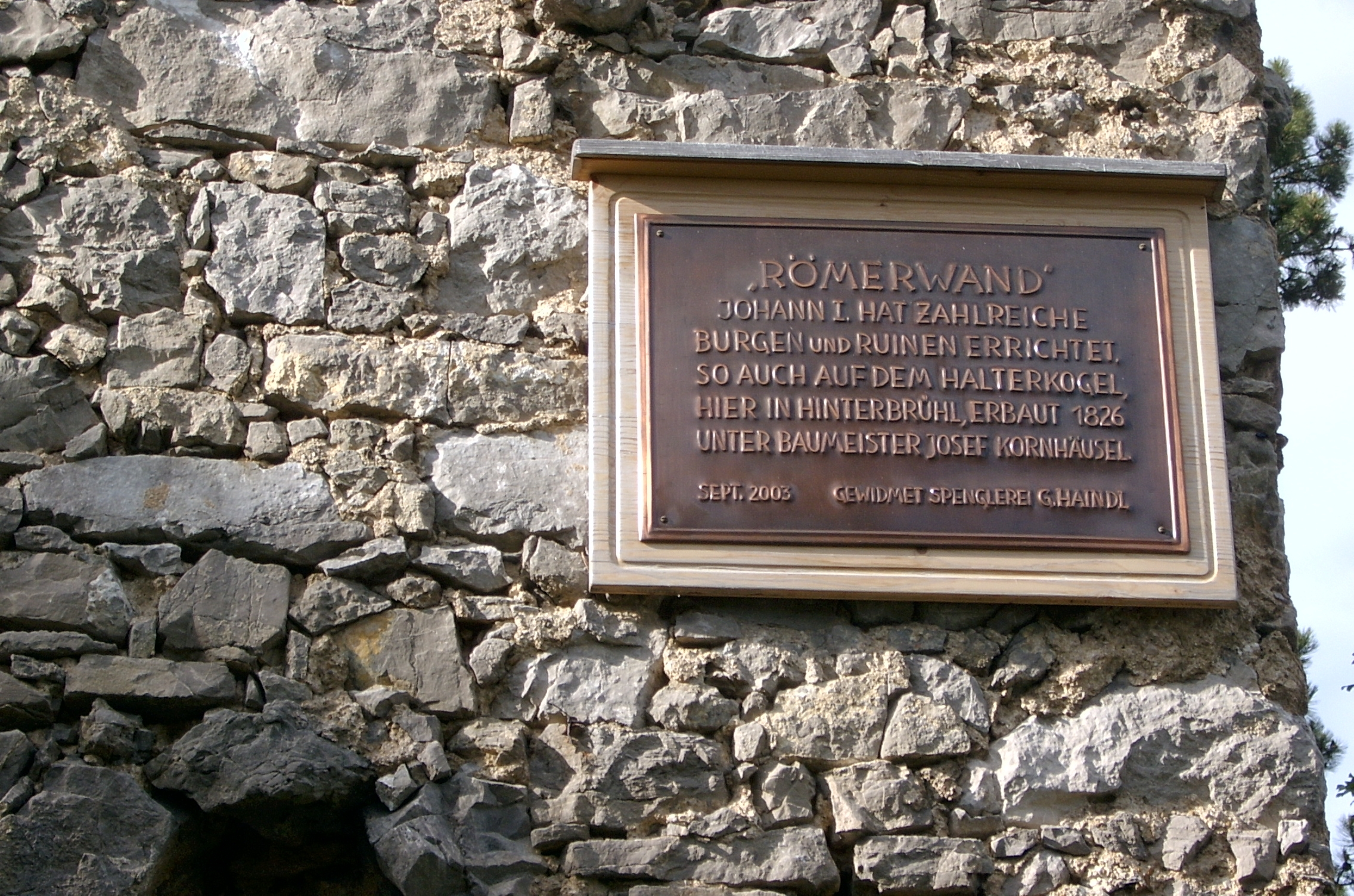
Gedenktafel an der Römerwand
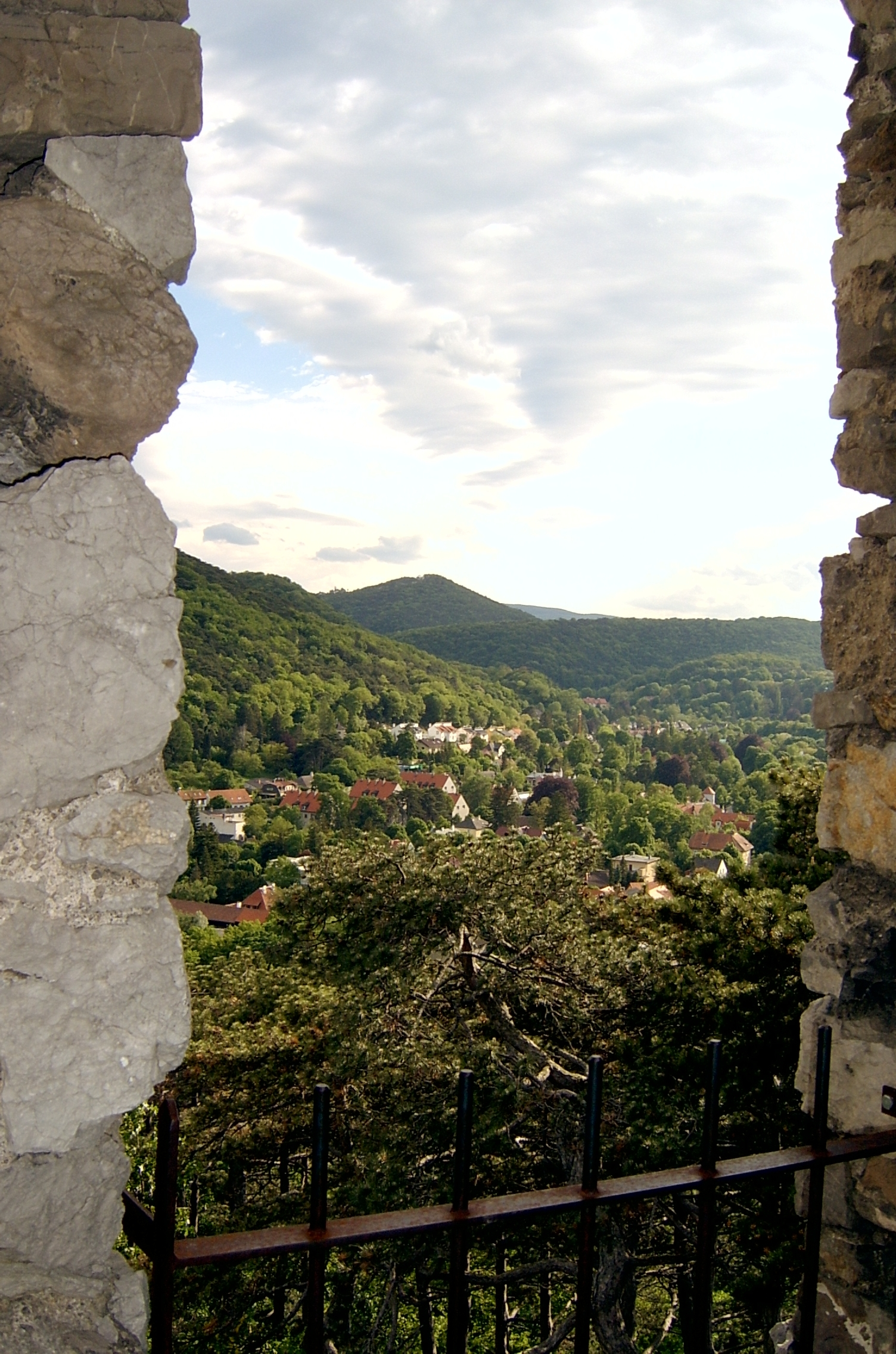
Blick von der Römerwand
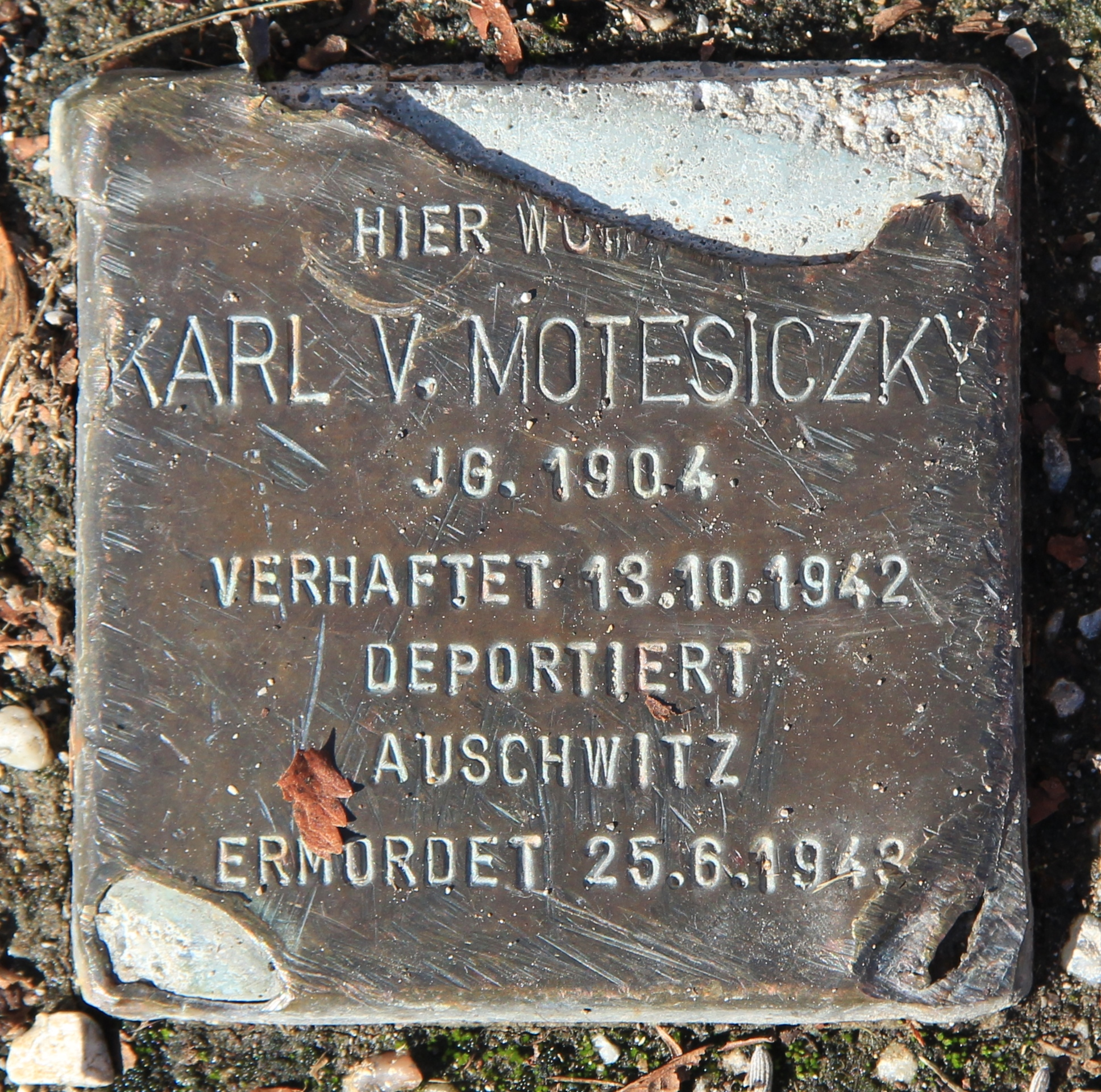
Stolperstein für Karl von Motesiczky

## Bildung
- zwei Kindergärten
- Volksschule
- Allgemeine Sonderschule und Volksschule für sprachgestörte Kinder, benannt nach Hermann Gmeiner.
- Landessonderschule, benannt nach dem Gründer der Heilpädagogischen Beobachtungsstation am Landesklinikum Thermenregion Mödling Erwin Schmuttermeier
- Interessensorientierte Mittelschule (bis 2009 Hauptschule für die Gemeinden Hinterbrühl mit dem SOS-Kinderdorf, Gaaden, Wienerwald)
- Franz-Schubert-Musikschule, die gemeinsam mit den Gemeinden Gaaden und Wienerwald betrieben wird.

## Wirtschaft
Der Ort ist durch die Nähe zur Großstadt Wien eine reine Wohngemeinde, wo auch ein großer Teil der Einwohner Zweitwohnsitzer sind und täglich auspendeln. Die wenigen Betriebe sind hauptsächlich Bürobetriebe. Dementsprechend niedrig ist das Steueraufkommen der Gemeinde.
Die Gebäude von Hinterbrühl stehen auf Gesteinen, in denen sich Gipsvorkommen befinden. Das Grundwasser kann zu Auswaschungen und zum Entstehen von Hohlräumen führen. Ende Jänner 2017 wurde auf der Grundlage eines geologischen Gutachtens für große Teile Hinterbrühls eine Bausperre verhängt. In Zukunft muss bei Bauverfahren ein geologisches Gutachten vorgelegt werden, welches die Tragfähigkeit des Untergrundes bestätigt. Dies beruht auf einer Studie der Landesgeologie des Landes Niederösterreich und auf mehreren Hinweisen der Montanbehörde Ost, die für die Seegrotte zuständig ist.

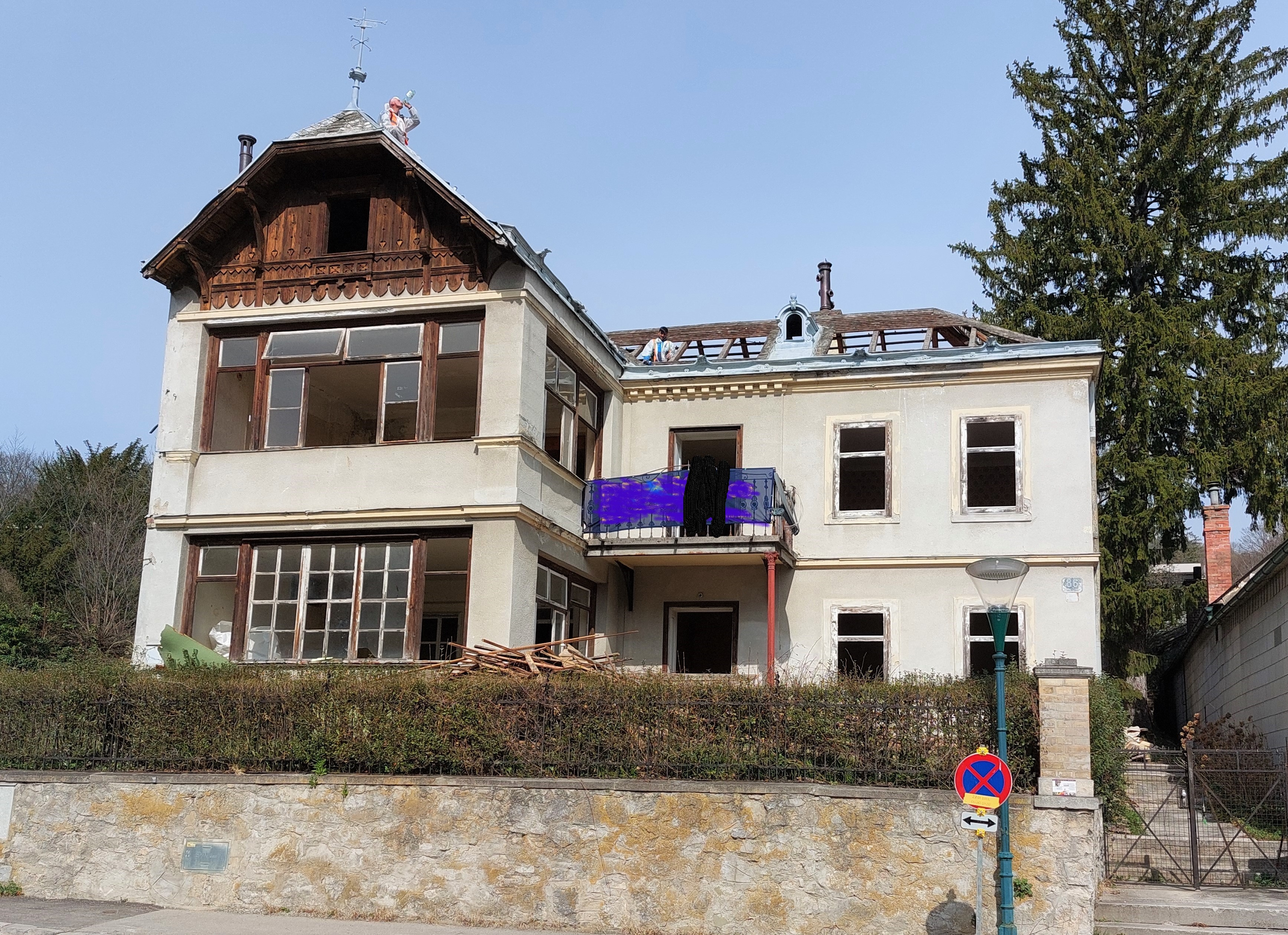
Typisches Hinterbrühler Haus mit Veranda während des Abbruchs

In den ab 27. Februar 2022 gültigen Bebauungsvorschriften wurden unter anderem die Bestimmungen für Bebauung in Gipszonen geregelt. Ebenso wurden die Schutzzonen des erhaltungswürdigen Altortgebietes festgelegt. Nachfolgend wurden viele zurückgehaltene Bauprojekte gestartet, wodurch etliche der für die Hinterbrühl typischen Gründerzeitvillen bzw. Sommerfrische-Häuser abgebrochen wurden.

## Verkehr
Nordwestlich von Hinterbrühl verläuft die Wiener Außenringautobahn A21. Die Bundesstraße 11 führt am Ortskern vorbei. Wichtigste Durchzugsstraße ist von Nordosten kommend die L 152, die im weiteren Verlauf Richtung Mödling die Nummer L 2094 trägt. Öffentliche Verkehrsmittel sind Busse der ÖBB mit Verbindung nach Mödling.

## Persönlichkeiten
Söhne und Töchter:
- Ludwig Vogler (1850–1923), Rechtsanwalt und Politiker
- Dora Teleky (1879–1963), Gynäkologin und Urologin, geboren in Hinterbrühl
- Lothar Elbogen (1900–1941), jüdisch-österreichischer Industrieller, Besitzer der Talkumbergbau- und Großhandelsfirma Eduard Elbogen Nachfolge, geboren in Hinterbrühl
- Oskar Karlweis (1894–1956), Schauspieler
- Adalbert Duschek (1895–1957), Mathematiker und Politiker
- Heinrich Schnitzler (1902–1982), Sohn von Arthur Schnitzler, Schauspieler und Regisseur, geboren in Hinterbrühl
- Erich Spindelegger (1919–2014), Politiker, lebte in der Hinterbrühl
- Hans Manndorff (1928–2016), Ethnologe und Sozialanthropologe, Direktor im Museum für Völkerkunde (Wien)
- Michael Spindelegger (* 1959), ehemaliger Politiker, lebt in der Hinterbrühl, wo er auch aufgewachsen ist

Personen mit Bezug zum Ort:
- Franz Ritter von Grutsch (1810–1882), Autor und Gründer des Francisco Josephinums in Wieselburg, wohnte in Hinterbrühl und war der erste Bürgermeister der Marktgemeinde, begraben in der Hinterbrühl
- Josef Deigner (1855–1919), von ca. 1900 bis 1918 Betreiber des Gesellschaftshotels Zum Feldmarschall Radetzky (),[Anm. 1] das er 1912/13 im großen Stil ausbauen ließ (Architekt: Wilhelm Baumgarten)
- Alois Arnegger (1897–1963), Landschaftsmaler, 4 seiner 6 Kinder kamen in Hinterbrühl zur Welt
- Franz Jantsch (1909–2006), langjähriger Pfarrer
- Ferdinand Manndorff (1922–2013), Politiker
- Marcello Martini (1930–2019), Häftling im KZ Hinterbrühl, Ehrenbürger der Gemeinde Hinterbrühl, Urne beerdigt an der KZ-Gedenkstätte[7][16]
- Heinz Nußbaumer (* 1943), Journalist
- Robert Prantner (1931–2010), Theologe, Gesellschaftsethiker und Publizist, lebte in der Hinterbrühl, wo er auch verstarb.
- I Stangl (* 1954), österreichischer Schauspieler und Kabarettist, in der Hinterbrühl aufgewachsen
- Harald Cerny (* 1973), ehemaliger österreichischer Fußballspieler
- Dominic Thiem (* 1993), österreichischer Tennisspieler, lebt in Hinterbrühl[17]

In der Hinterbrühl hielten sich zur Sommerfrische viele bekannte Persönlichkeiten auf:
- Ludwig van Beethoven (1770–1827), deutscher Komponist
- Ferdinand Georg Waldmüller (1793–1865), österreichischer Maler der Biedermeierzeit, der im ursprünglichen Hotel Helmstreitmühle, Hauptstraße 13, starb. In der Gegend fand er zahlreiche Motive für seine Bilder. Im Jahr 1965 fand in der 1875 und 1951 wieder aufgebauten Baulichkeit eine Niederösterreichische Landesausstellung statt.[18] Ebenfalls aufhältig in der Helmstreitmühle (anno 1920): Robert Musil (1880–1942)
- Gustav Mahler (1860–1911), österreichischer Komponist, verbrachte den Sommer 1890 in der Hinterbrühl.